# Kshemendra
Kshemendra (990 d.C. -  1070 d.C.) foi um poeta polímata sânscrito do século XI, satirista, filósofo, historiador, dramaturgo, crítico de arte da Caxemira na Índia.

## Biografia
Kshemendra nasceu em uma família antiga, culta e rica. Seu pai era Prakashendra, um descendente de Narendra que era o ministro de Jayapida. Sua educação e produção literária foram amplas e variadas. Estudou literatura com "o maior professor de seu tempo, o célebre filósofo Shaiva e expoente literário Abhinavagupta". Kshemendra nasceu um Shaiva, mas depois se tornou um Vaishnava. Estudou e escreveu sobre o Vaishnavismo e o Budismo. Seu filho, Somendra, fornece detalhes sobre seu pai em sua introdução ao Avadana Kalpalata e outras obras. Kshemendra refere-se a si mesmo em suas obras como Vyasadasa (Escravo de Vyasa), um título que talvez tenha sido conquistado ou adotado após a conclusão de seu Bhāratamañjari.

## Literatura Base
- Kshemendra (2011). Three Satires: From Ancient Kashmir (em inglês). [S.l.]: Penguin Books. ISBN 9780143063230
- Warder, Anthony Kennedy (1992). Indian Kāvya Literature: The art of storytelling (em inglês). Delhi: Motilal Banarsidass. ISBN 9788120806153